# Фінгальська мова
Фінгальська мова — зникла форма англійських мов, якою говорили в ірландському графстві Фінгал до середини 19 століття. Мова походить від середньоанглійської, утворена внаслідок норманського вторгнення в Ірландію в 12 столітті. Була досить подібною до мови йола, яка була поширена в графстві Вексфорд.

## Історія

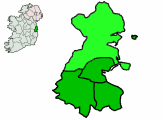
Мапа графства Дублін (Фінгал позначений світлозеленим кольором)

Графство Фінгал, від якого і походить назва мови, розташований в частині традиційного графства Дублін в провінції Ленстер, зараз окремий округ. Назва "Фінгал" походить від ірландського Fine Gall, тобто "територія іноземців», можливо посиланням на скандинавські поселення в цій області. Лінгвіст Альф Зоммерфельт висунув теорію про вплив скандинавських мов на фінгальську, хоча більш пізні дослідження не виявили доказів такого зв'язку. 
Як і мова йола, фінгальська, як вважають, походить від середньоанглійської мови, якою розмовляли англійські поселенці після норманського вторгнення до Ірландії у 1169 році. Середньоанглійська не прижилася в південно-східній Ірландії, і до 14 століття, ірландська мова повністю відродилась на цих територіях. Таким чином, мови йола та фінгальська залишились єдиними зафіксованими реліктами особливого різновиду англійських мов в Ірландії.